# 難波野村
難波野村（なんばのむら）は、かつて岐阜県安八郡にあった村である。
現在の大垣市難波野町、牧新田町に該当する。揖斐川沿いの村であった。

## 歴史
- 1889年（明治22年）7月1日 - 旧来の難波野村と牧新田が合併し発足。
- 1897年（明治30年）4月1日 - 古宮村、小泉村、平村、米野村、深池村、今福村と合併し川並村が発足。同日難波野村廃止。

## 学校
- 難波野尋常小学校（現・大垣市立川並小学校）

## 神社・仏閣
- 八幡神社